# Hành tinh ngoài dải Ngân Hà
Một hành tinh ngoài dải Ngân Hà, hay ngoại hành tinh bên ngoài dải Ngân Hà, là một hành tinh lang thang hoặc gắn với một ngôi sao, nằm bên ngoài Dải Ngân hà. Do khoảng cách rất lớn đến những hành tinh như vậy, chúng sẽ rất khó để phát hiện trực tiếp. Tuy nhiên, bằng chứng gián tiếp cho thấy các hành tinh như vậy có thể tồn tại. Tuy nhiên, các hành tinh xa nhất được biết đến là SWEEPS-11 và SWEEPS-04, nằm ở chòm sao Cung Thủ, cách Mặt Trời khoảng 27.710 năm ánh sáng, trong khi Dải Ngân Hà có đường kính từ 100.000 đến 180.000 năm ánh sáng. Điều đó có nghĩa là ngay cả các hành tinh thuộc dải Ngân Hà nhưng nằm xa hơn khoảng cách đó cũng chưa được phát hiện.

## HIP 13044 b
Một hành tinh có khối lượng ít nhất gấp 1,25 lần Sao Mộc đã được Đài thiên văn Nam châu Âu (ESO) phát hiện có khả năng quay quanh một ngôi sao có nguồn gốc ngoài Dải Ngân hà, mặc dù hiện tại ngôi sao này đã bị thiên hà của chúng ta hấp thụ. HIP 13044 là một ngôi sao cách chúng ta khoảng 2.000 năm ánh sáng nằm trong chòm sao Thiên Lô ở phía nam, một phần của dòng sao Helmi, phần còn sót lại của một thiên hà nhỏ va chạm và bị Dải Ngân hà hấp thụ hơn 6 tỷ năm trước.
Tuy nhiên, phân tích dữ liệu tiếp theo cho thấy có vấn đề với phát hiện hành tinh tiềm năng: ví dụ, một hiệu chỉnh nhị phân sai đã được áp dụng (lỗi tương tự cũng dẫn đến tuyên bố của các hành tinh xung quanh HIP 11952 sau đó đã bị bác bỏ). Sau khi áp dụng các hiệu chỉnh, không có bằng chứng nào cho một hành tinh quay quanh ngôi sao. Nếu nó là có thật, hành tinh giống Sao Mộc này sẽ đặc biệt thú vị, quay quanh một ngôi sao ở giai đoạn cuối cuộc đời của nó và dường như sắp bị ngôi sao "nuốt chửng", điều này gợi ý một mô hình quan sát cho số phận của hệ Mặt Trời của chúng ta trong tương lai xa.

## Hành tinh liên quan đến Chuẩn tinh đôi
Một sự kiện biến thiên vi thấu kính trong hệ thấu kính hấp dẫn Chuẩn tinh đôi đã được quan sát vào năm 1996, bởi R. E. Schild, trong vùng "A" của chuẩn tinh được quan sát. Theo dự đoán, một hành tinh có khối lượng 3 lần Trái Đất thuộc thiên hà gây hiệu ứng thấu kính, YGKOW G1, đã gây ra sự kiện này. Đây là ứng cử viên hành tinh ngoài dải Ngân Hà đầu tiên được công bố. Tuy nhiên, không có quan sát lặp lại, vì nó là sự kiện cơ hội một lần. Hành tinh được dự đoán này nằm cách xa 4 tỷ năm ánh sáng.

## Các hành tinh thuộc thiên hà Andromeda
Một nhóm các nhà khoa học đã sử dụng phương pháp phân tích hấp dẫn để đưa ra một phát hiện dự kiến về một ngoại hành tinh ngoài Dải Ngân Hà ở thiên hà kế cận Andromeda, hàng xóm thiên hà lớn gần nhất của Dải Ngân hà. Mô hình thấu kính hấp dẫn phù hợp với một ngôi sao có thiên thể đồng hành nhỏ hơn, PA-99-N2, với khối lượng chỉ khoảng 6,34 lần khối lượng của Sao Mộc. Hành tinh bị nghi ngờ này là hành tinh đầu tiên được công bố trong thiên hà Andromeda.

## Bằng chứng về số lượng của các hành tinh lang thang
Một số lượng các hành tinh lang thang giữa các vì sao với khối lượng khác nhau, vào khoảng từ khối lượng Mặt Trăng đến khối lượng Sao Mộc, đã được gián tiếp phát hiện lần đầu tiên, bởi các nhà vật lý thiên văn từ Đại học Oklahoma vào năm 2018, thuộc thiên hà gây hiệu ứng vi thấu kính lên chuẩn tinh RX J1131-1231.